# Martin de Viviès
Martin de Viviès je vědecká základna na ostrově Amsterdam ve francouzském zámořském teritoriu Francouzská jižní a antarktická území (TAAF).

## Situace
Ostrov Amsterdam nacházející se v jižní části Indického oceánu je nejzápadnějším místem TAAF. Leží poblíž lodní trasy z jihu Afriky do Austrálie, od které jako nejbližší pevniny je vzdálen asi 3200 km. Do Antarktidy je to z ostrova ještě o 100 km dále a do Afriky dokonce o 1000 km. Základna se nachází poblíž severního mysu ostrova. Její polohu udávají souřadnice 37° 47' jižní zeměpisné šířky a 77° 34' východní zeměpisné délky. Ostrov je vzdálen od antarktické konvergence, asi 500 km, proto zde ještě mnoho nezasahuje vliv studeného počasí z Antarktidy. Na ostrově je mírné oceánské podnebí, na základně je průběrná roční teplota +12 °C. Hojnost dešťových srážek se také podílí na téměř stabilní vlhkosti vzduchu okolo 80 %. Samotný ostrov je sopečného původu, leží na rozhraní dvou tektonických desek, Africké a Australské.

## Historie
V minulosti byl zájem o tato území minimální, ostrov Amsterdam, shodně jako menší ostrov Svatý Pavel nacházející se asi 80 km jižněji, nebyl nikdy trvale obydlen. V 18. a 19. století ho většinou navštěvovali jen velrybáři a lovci tuleňů, případně na něm hledali záchranu trosečníci. Na ostrov si Francie činila nárok již od roku 1792 a v roce 1924 se ostrov stal depandanci tehdy francouzského Madagaskaru. Teprve koncem 2. světové války vznikl ze strany spojenců požadavek na zřízení meteorologické stanice v této oblasti, který zesílil po konferenci Mezinárodní meteorologické organizace (IMO) v roce 1947. Francie na potvrzení své suverenity nad touto oblastí přislíbila vytvořit zde stálé základny. V roce 1948 byly vyslány průzkumné komise na ostrov Amsterdam, Crozetovy a Kerguelenovy ostrovy, které měly prověřit možnost zřízení trvalé vědecké stanice.
24. prosince 1949 vyplul z Réunionu rybářský člun plující do oblasti Amsterdamu a Svatého Pavla lovit langusty a zároveň měl na palubě materiál a skupinu dobrovolníků pro výstavbu a provoz prvé meteorologické stanice na Amsterdamu. Loď připlula k ostrovu 31. prosince a ještě téhož dne bylo započato s vykládkou materiálu, která pro nepřízeň počasí trvala až do 26. ledna. Meteorologové byli ubytováni ve stanech a postupně zřizovali základy pro pevné stavby. Prvé hodnoty získané z meteorologické stanice odeslali radiostanicí 13. března 1950. Těchto 10 pionýrů bylo vystřídáno až na začátku února roku 1951 novou misí pod vedením J. Gilberta.
Velitel prvé posádky Martin de Viviès pojmenoval základnu "Camp Heurtin" podle prvního osadníka, který se na ostrově usadil roku 1871 a pokusil se neúspěšně chovat zde dobytek. V roce 1961 se základna přejmenovala na "Roche Godon" a v roce 1972, po smrti prvého velitele, bylo na jeho počest jméno základny změněno na "Martin de Viviès".

## Přítomnost
Postupně se základna přestavovala, rozšiřovala a modernizovala s narůstajícími požadavky na její činnost, které v současností mnohokráte převyšují původní nároky na výzkumnou práci. V současností mají budovy asi 3000 m2 obestavěné plochy. Jsou zde např. ve vzdálenosti asi 100 m od ostatních objektu postaveny dvě nemagnetické a tepelně izolované buňky pro měření magnetického pole Země, pro pozorování a sběr dat, byla postavena 20 m vysoká hvězdárna včetně zařízení pro vypouštění atmosférických balonů. Osazenstvo má k dispozici např. skromnou kapli, slušné sociální zázemí (byť jen s dešťovou vodou, jiná sladká voda zde není) i sportovní zařízení. Veškerou energii získávají z dieselagregátů.
K účastí na práci vědecké stanice v ročních turnusech jsou vybíráni dobrovolníci, převážně mladí vědci od 18 do 29 let formou konkurzů. K ním nutno připočíst i několik "všeumělů", kteří musí zvládnou technický provoz stanice i v případě nečekaných události. Základna je zásobována 4x ročně víceúčelovou vědeckou lodí Marion Dufresne, která zajišťuje i střídání posádek.

## Vědecká činnost
Vědecká činnost stanice zasahuje do několika oborů:
- geofyzika – je zapojena do globální sítě seismických stanic, měří změny geomagnetického pole a je napojena na celosvětovou síť, zjišťuje teplotu vzduchu, atmosférický tlak, výšku hladiny a teplotu mořské vody při přílivu a odlivu a její reakci na podmořské otřesy což je důležité při předvídání tsunami,
- ekologie, změny na životní prostředí – dlouhodobý monitoring ptačích populací a mořských savců hnízdících na ostrově, dopad současných klimatických změn na biodiverzitu a život suchozemských ekosystémů, studium mikrobiálních společenstev u vývěrů podzemních hydrotermálních pramenů,
- atmosférická chemie – studium atmosférického cyklu oxidů, výzkum troposférických aerosolů a vliv na okolní klima, kvantifikace role mořské soli a dopad na chemii atmosféry, je součásti světové sítě provádějící dlouhodobý monitoring skleníkových plynů, např. CO2 (oxid uhličitý), CH4 (metan), N2O (oxid dusný) a stále více narůstající SF6 (fluorid sírový) ze vzorků odebíraných z vrcholku hvězdárenské věže.

Automatické zařízení pro měření mořské hladiny je umístěno také v klidné laguně blízkého ostrůvku Svatý Pavel.